# ریوگوکو کوکوگیکان

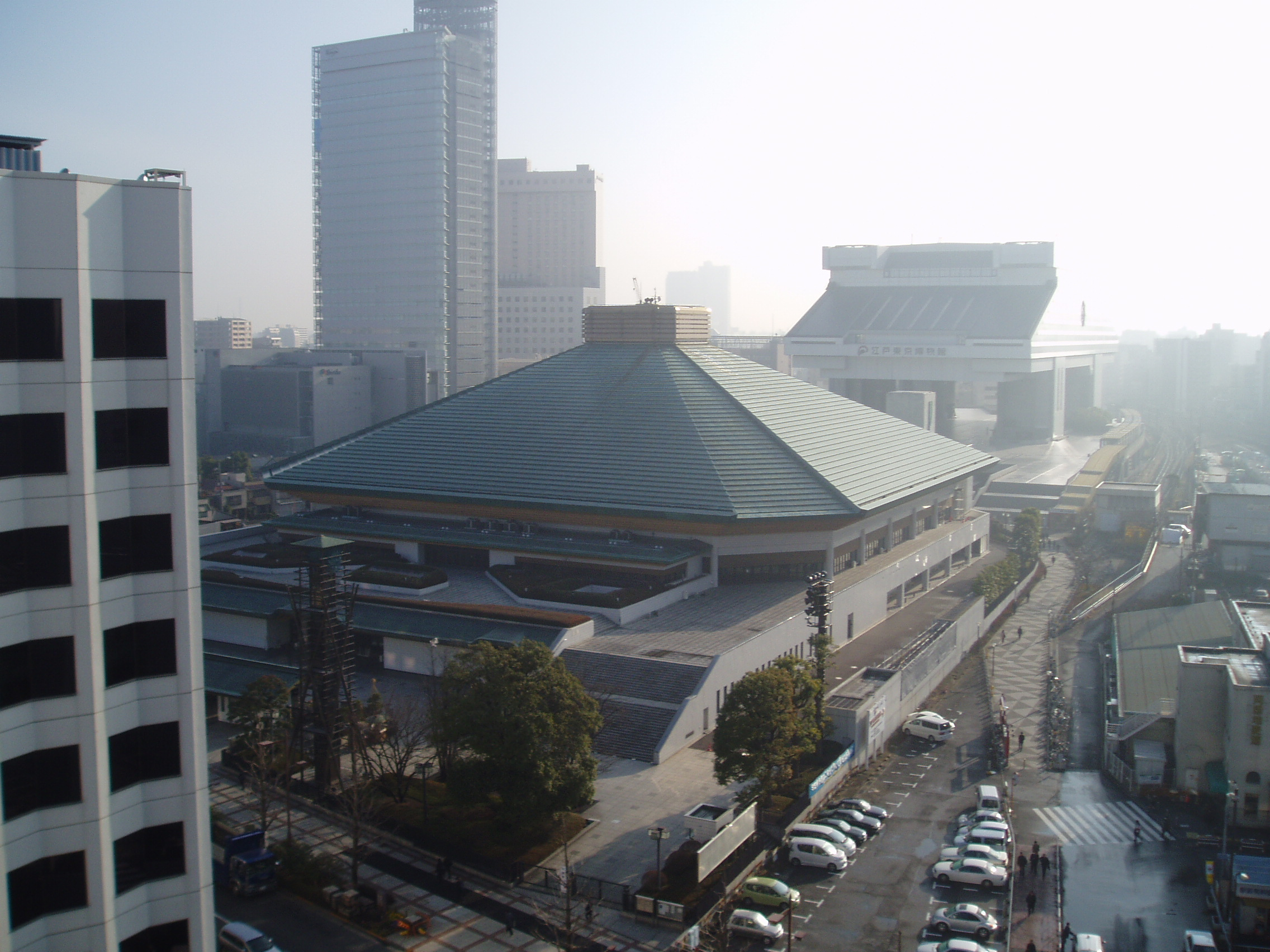
ریوگوکو کوکوگیکان

ریوگوکو کوکوگیکان یا سومو هال (به ژاپنی: 両国国技館 Ryōgoku Kokugi-kan) یک سالن ورزشی است که عموماً برای کشتی سنتی ژاپن، سومو استفاده می‌شود و در محلهٔ ریوگوکو واقع در منطقهٔ سومیدا در توکیو پایتخت ژاپن واقع شده‌است. این ورزشگاه سرپوشیده در کنار موزه ادو-توکیو قرار دارد. ساختمان کنونی این ورزشگاه در سال ۱۹۸۵ میلادی آمادهٔ بهره‌برداری شده‌است. مساحت ساختمان ورزشگاه ۳۵،۷۰۰ متر مربع می‌باشد و گنجایش ۱۳٬۰۰۰ نفر را دارد. مسابقات سومو هر ساله در سه نوبت ژانویه، مه و سپتامبر در این محل برگزار می‌شود. ریوگوکو کوکوگیکان همچنین برای رویدادهای دیگر، مانند بوکس، کشتی‌های حرفه‌ای، کنسرت و موسیقی نیز استفاده می‌شود.

## ایستگاه‌های اطراف
- ایستگاه ریوگوکو (両国駅)
  - ■ جی آر، خط چوئو-سوبو
  -  متروی توئی، خط اوادو